# 東岳大帝
東岳大帝（とうがくたいてい、東嶽大帝）は、道教の神。五岳の一つである東岳泰山の神であり泰山府君（たいざんふくん）、東岳天斉仁聖大帝、東岳天斉大生仁聖帝とも呼ばれる。
泰山は古くから死者の霊が集まる場所とされたため、泰山の神は冥界の最高神であり、人間の寿命や在世での地位を司ると考えられた。泰山府君のもとには人の運勢を細かく記した「禄命簿」があったともいわれる。一般に玉皇上帝の孫だといわれる。
漢代以降は歴代皇帝が泰山において封禅の儀式を行うようになり、泰山の神は天帝に匹敵する権威をもつようになった。それまで泰山府君と呼ばれていたが、この頃から東岳大帝という名が一般化した。天帝直結の天尊として城隍神や土地神を統率し、侍従を従えて巡幸し人間界の善悪を視察して不正を匡す神として中国各地で祀られた。
また、日本では泰山府君の名で呼ばれ陰陽道の主祭神でもある。安倍晴明が使ったとされる陰陽道の最高奥義「泰山府君の祭」は、『今昔物語集』に重病であった高僧の命を救った話が伝わっており、天皇の長寿等を祈る朝廷の重要な国家祭祀だった。
泰山府君社跡という祭壇が福井県大飯郡おおい町にある天社土御門神道本庁に存在する。

## 仏教
仏教では太山府君（たいざんふくん）と呼ばれ、十二天の一尊焔摩天に従う眷属とされる。
胎蔵界曼荼羅では焔摩天の真下に配され、その形象は1面2臂で、左手に人の顔のついた杖（人面幢）を持ち、その前に跪いている者の生前の罪状を聴いて右手の筆で書物に書き記す姿が描かれている。
十王信仰に取り入れられ、十王のうちの泰山王（太山王）となった。

## 派生作品
- 能「泰山府君」 - 世阿弥作の切能物（五番目物）の能[7]。